# Mariä Himmelfahrt (Grassau)

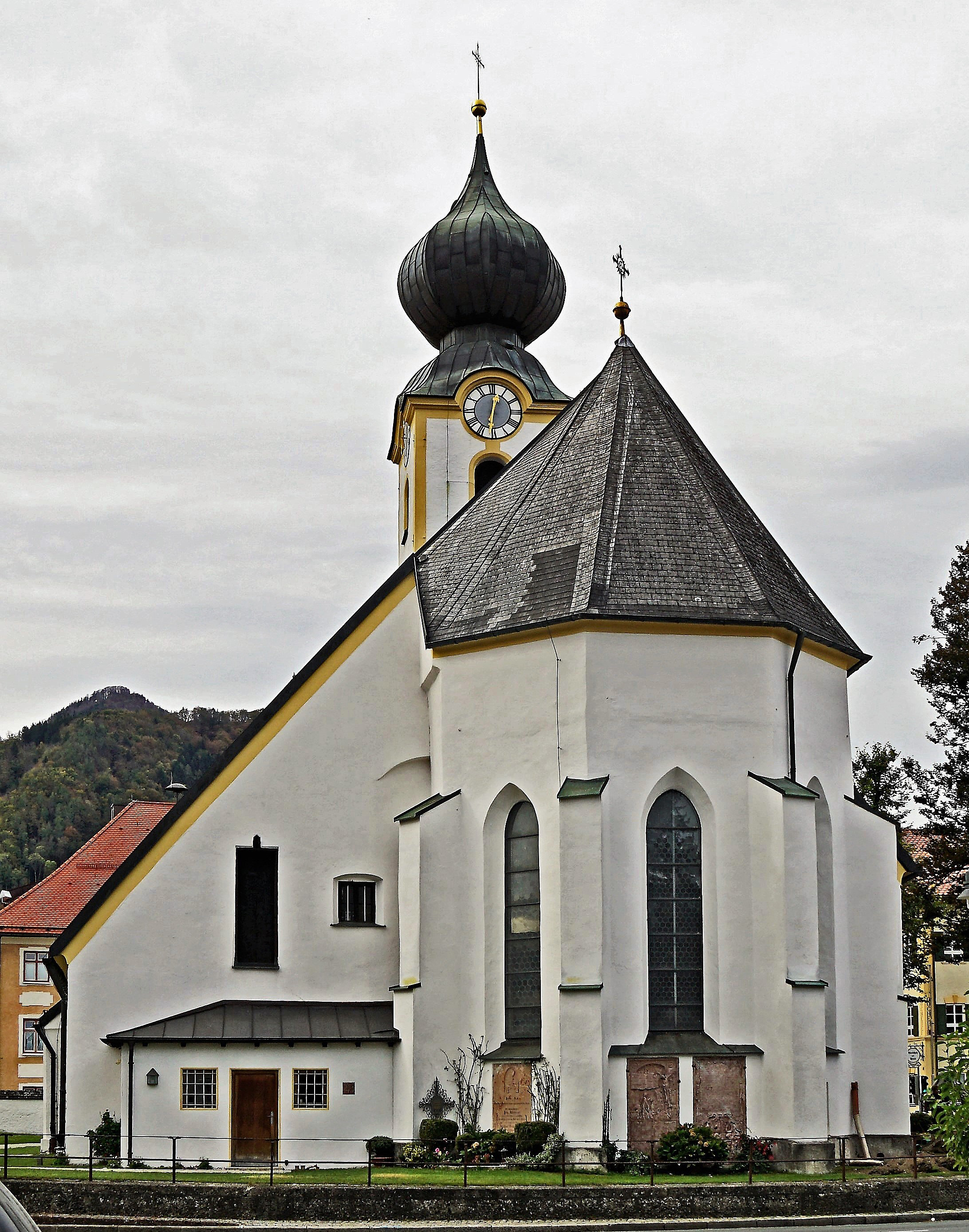
Pfarrkirche Mariä Himmelfahrt

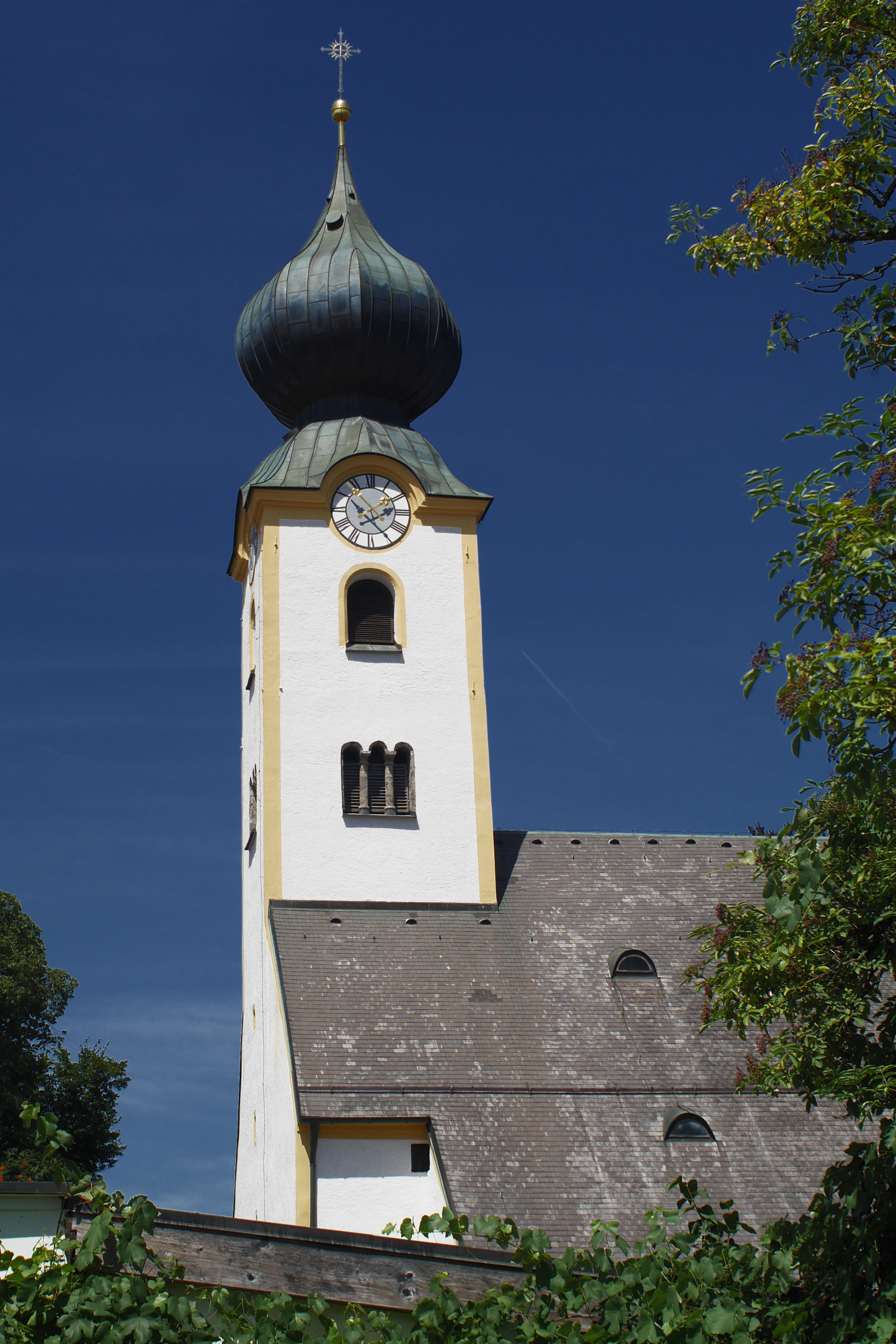
Turmansicht von Süden

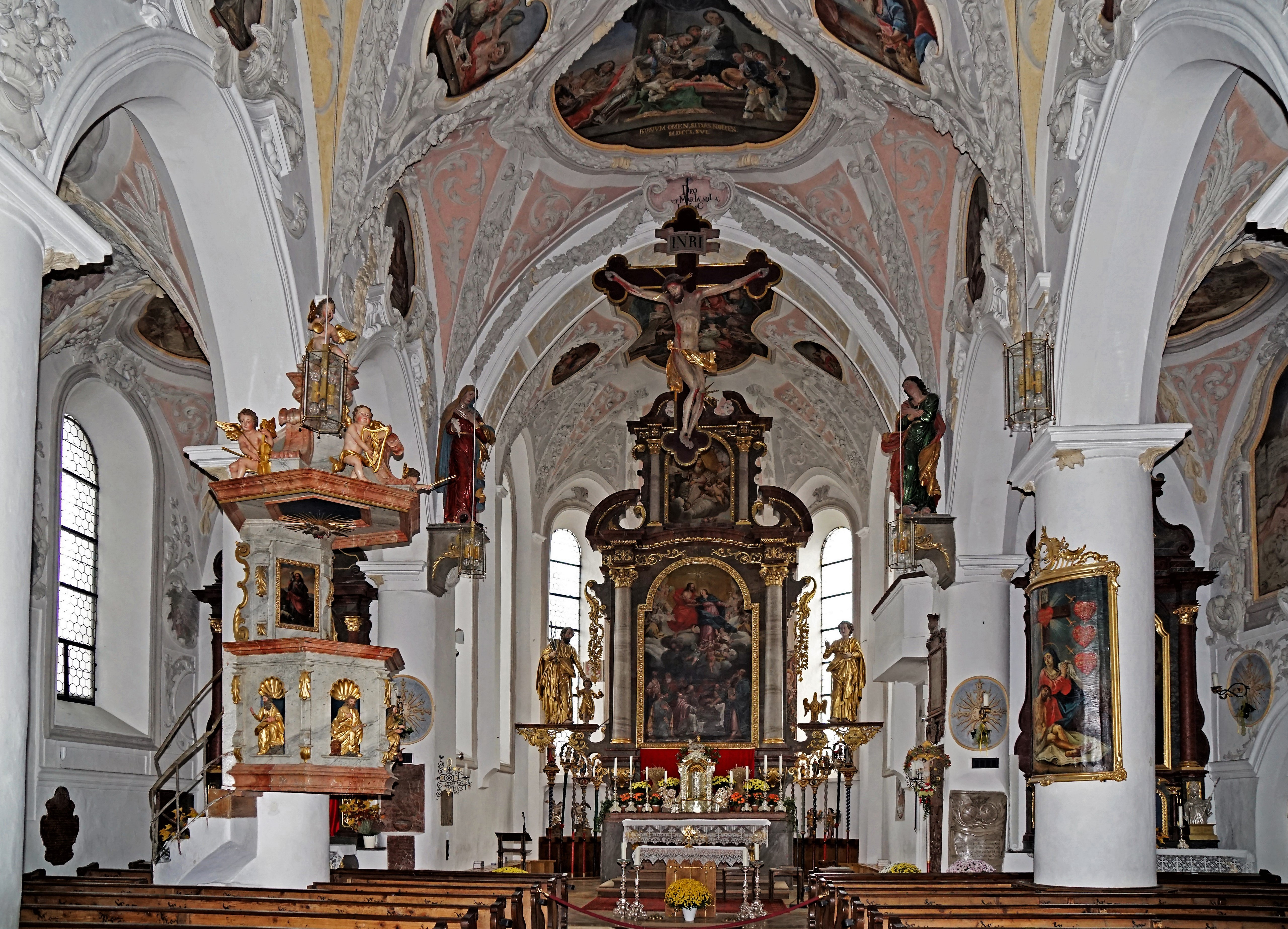
Innenansicht

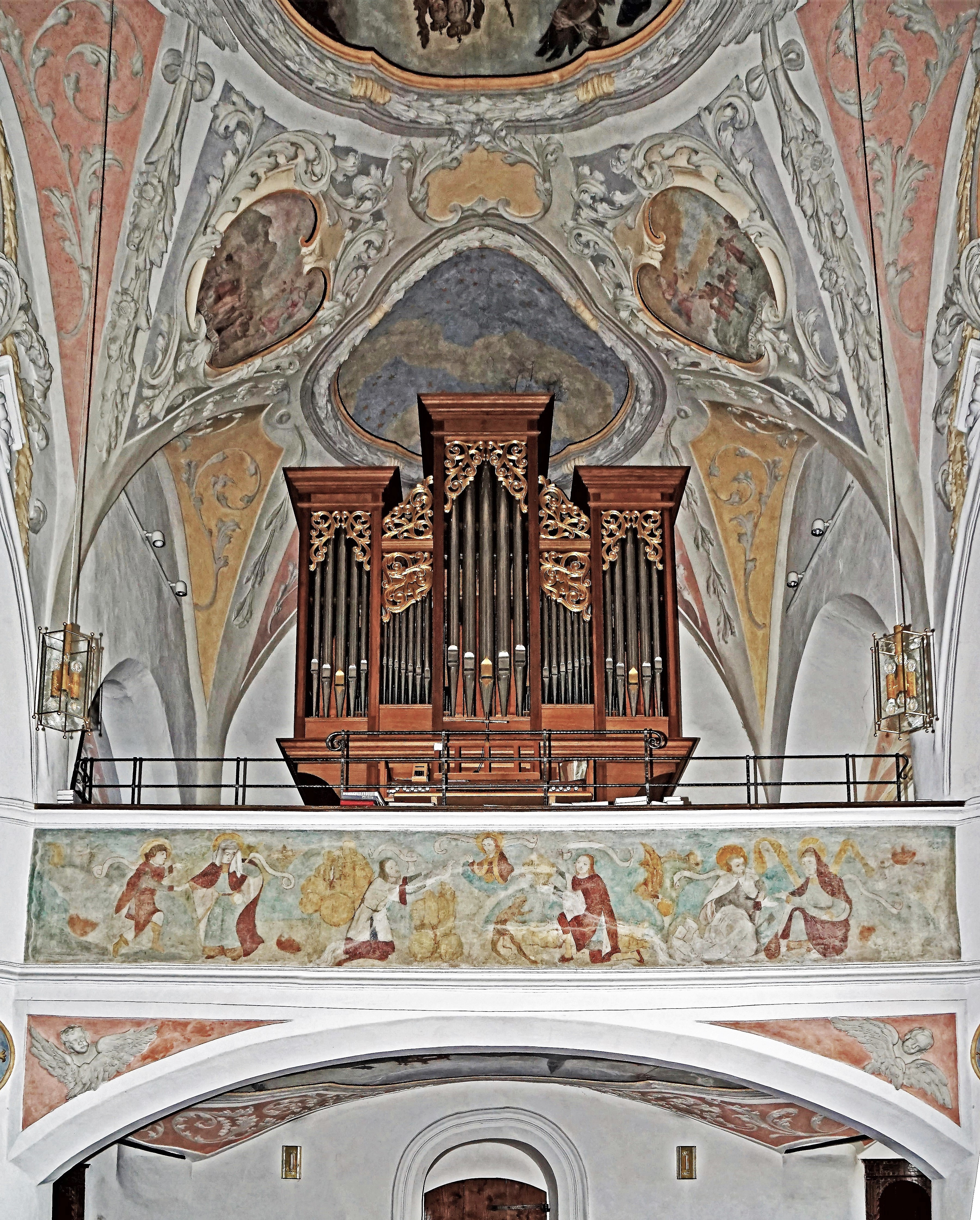
Die Orgelempore

Die katholische Pfarrkirche Mariä Himmelfahrt ist eine ursprünglich gotische, barockisierte Hallenkirche in Grassau im Landkreis Traunstein in Oberbayern. Sie gehört zum Pfarrverbund Grassau im Dekanat Traunstein im Erzbistum München und Freising.

## Geschichte
Die Kirche von Grassau ist erstmals vor über 1000 Jahren nachweisbar. Auf dem Grassauer Kirchplatz befand sich einst ein Gerichtsort.
Der Turm der heutigen Pfarrkirche Grassau wurde bis zur Firsthöhe zu Beginn des 13. Jahrhunderts erbaut. Die Umfassungsmauern von Chor und Langhaus stammen aus dem 14. Jahrhundert. Ab 1476 wurde das Langhaus zu einer dreischiffigen Hallenkirche umgebaut, erhöht, mit Kapellen versehen und neu eingewölbt. Über dem Westportal findet sich dazu die Jahreszahl 1491; der Dachstuhl wurde auf die Jahre 1572–1574 datiert. Im Jahr 1570 brannte der gesamte Dachstuhl aufgrund eines Blitzeinschlags ab; von dem folgenden Wiederaufbau stammt der heutige gewaltige Dachstuhl.
Eine Barockisierung fand in drei Perioden statt. Bei der ersten in den Jahren 1639–1642 bekam das Gewölbe barocke Fresken, wie sie heute noch in der Stiftskirche Seeon zu sehen sind, weiterhin wurden die heutigen drei Altäre (Seitenschiffe, Chor) in ihrem frühbarocken Urzustand errichtet. Als Spätzutat dieser Phase bekam die Kirche 1654 eine Kanzel. In der zweiten von 1672–1685 wurde die Katharinenkapelle für die Einrichtung der Bruderschaft im Barockstil umgestaltet und die Kirchenschiffe erhielten reichen Freskenschmuck von Jacob Carnutsch. In den Jahren 1695–1707 wurde dann eine durchgreifende Umgestaltung vorgenommen, bei der die spätgotischen Gewölberippen abgeschlagen wurden und das Gewölbe mit dem künstlerisch wertvollen Stuck von Giulio Zuccalli verziert wurde. Eine erneute Ausmalung erfolgte 1766/1767; dabei wurden durch Johann Nepomuk della Croce, bis auf die Emporenunterseite, alle Carnutsch-Fresken überdeckt. Der Turm wurde in den Jahren 1734/1735 durch Johann Haslinger und Johann Millberger erhöht. Bei der Renovierung von 1941/1943 wurden die Kapellen-Altäre vertauscht. In den 1950er Jahren bekam die Kirche eine neue Orgel. Eine Renovierung wurde außen in den Jahren 1981/1982 und innen in den Jahren 1991/1992 vorgenommen.

## Bauwerk

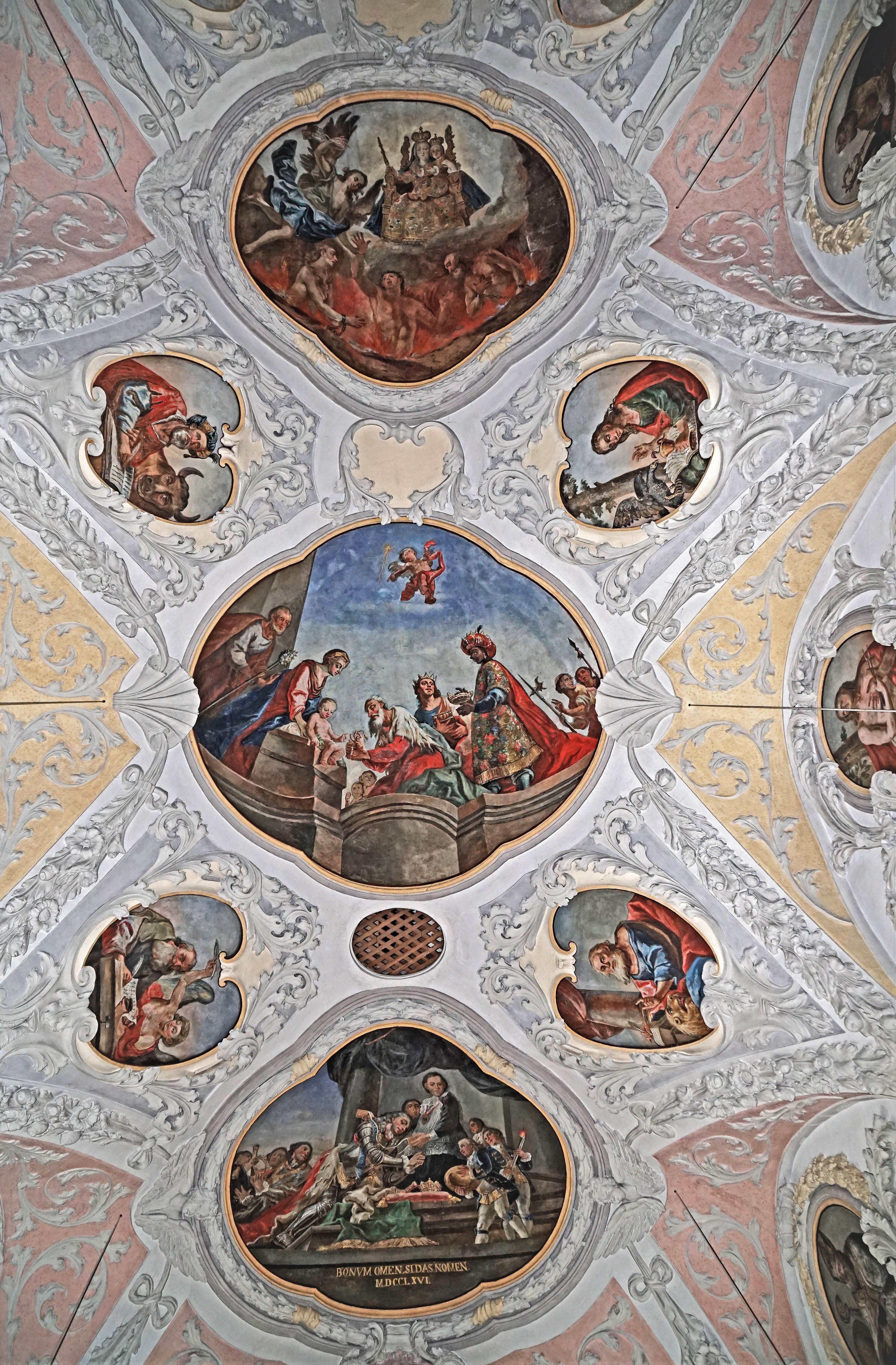
Deckenfresken im Langhaus

Die dreischiffige Kirche ist ein vierjochiges Bauwerk mit leicht überhöhtem Mittelschiff und stark eingezogenem Chor in Mittelschiffsbreite mit dreiseitigem Schluss und einer südlich angebauten Sakristei und einer Kapelle. Ein quadratischer Westturm mit romanischen Dreifacharkaden sowie barocken Schallöffnungen und Zwiebelabschluss steht in der Achse des Schiffes und ist durch Seitenkapellen in den Baukörper einbezogen.
Im Inneren wird das Schiff über kräftigen Rundpfeilern und Spitzarkaden durch ein verschliffenes Sterngewölbe abgeschlossen, dessen Rippen im Jahr 1706 entfernt wurden. Es ist durch eine üppige, stark plastische Stuckdekoration mit Akanthuslaubwerk, Blumengebinden und Engelsköpfen überzogen, die Giulio (genannt Christoforo) Zuccalli zugeschrieben wird. Der Freskenspiegel ist auf Maria und die 1700 gegründete Skapulierbruderschaft bezogen und wurde 1766/1767 von Johann Nepomuk della Croce aus Burghausen ausgeführt. An der Unterwölbung der Emporen ist als Rest der Gesamtausmalung von 1707 durch Jacob Carnutsch aus Prien die Prozession der drei Grassauer Bruderschaften dargestellt.
Reste von mittelalterlichen Ausmalungen aus der Zeit um 1425/1435 im Presbyterium, in Langhaus, der Vorhalle und über den Gewölben zeigen Heilige und das Heilsgeschehen und wurden möglicherweise von Meister Ott aus München ausgeführt, der zwischen 1403 und 1423 in Grassau sowie auch in St. Martin (Högling), Haging und Grafing nachweisbar ist. An der Emporenbrüstung sind Malereien vom Ende des 15. Jahrhunderts erhalten, die Apostel sowie Kain und Abel darstellen.

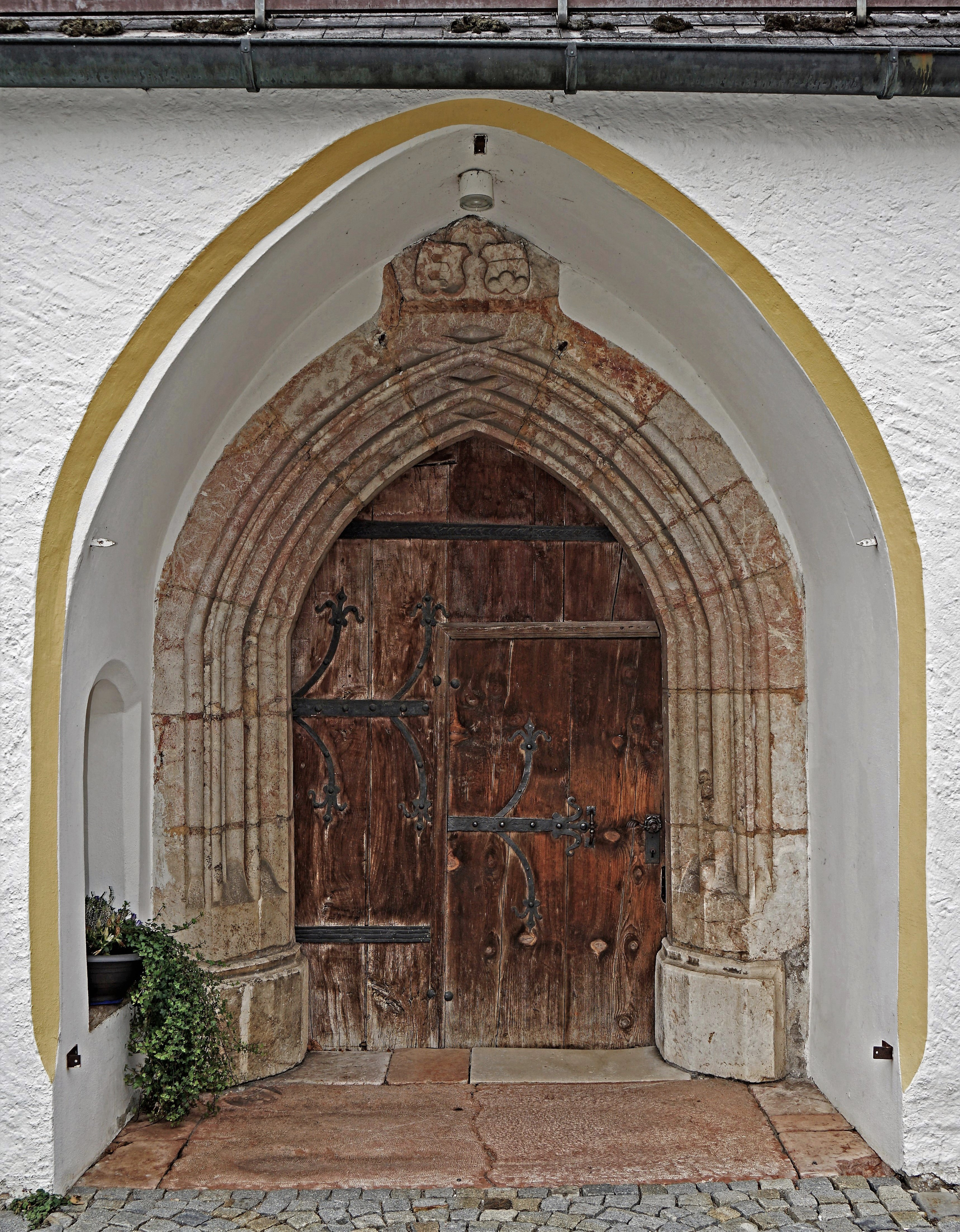
Gotisches Südportal
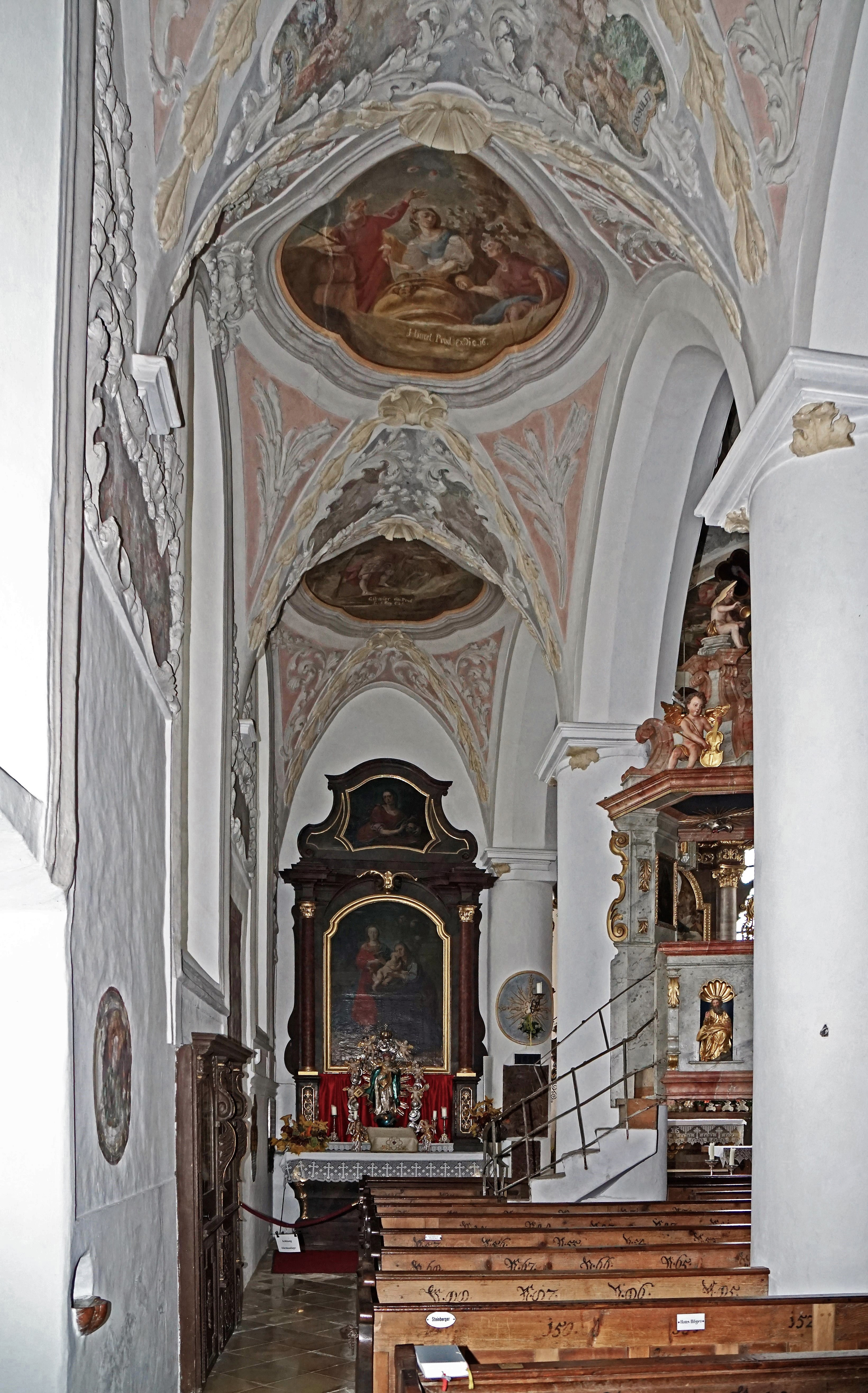
Nördliches Seitenschiff
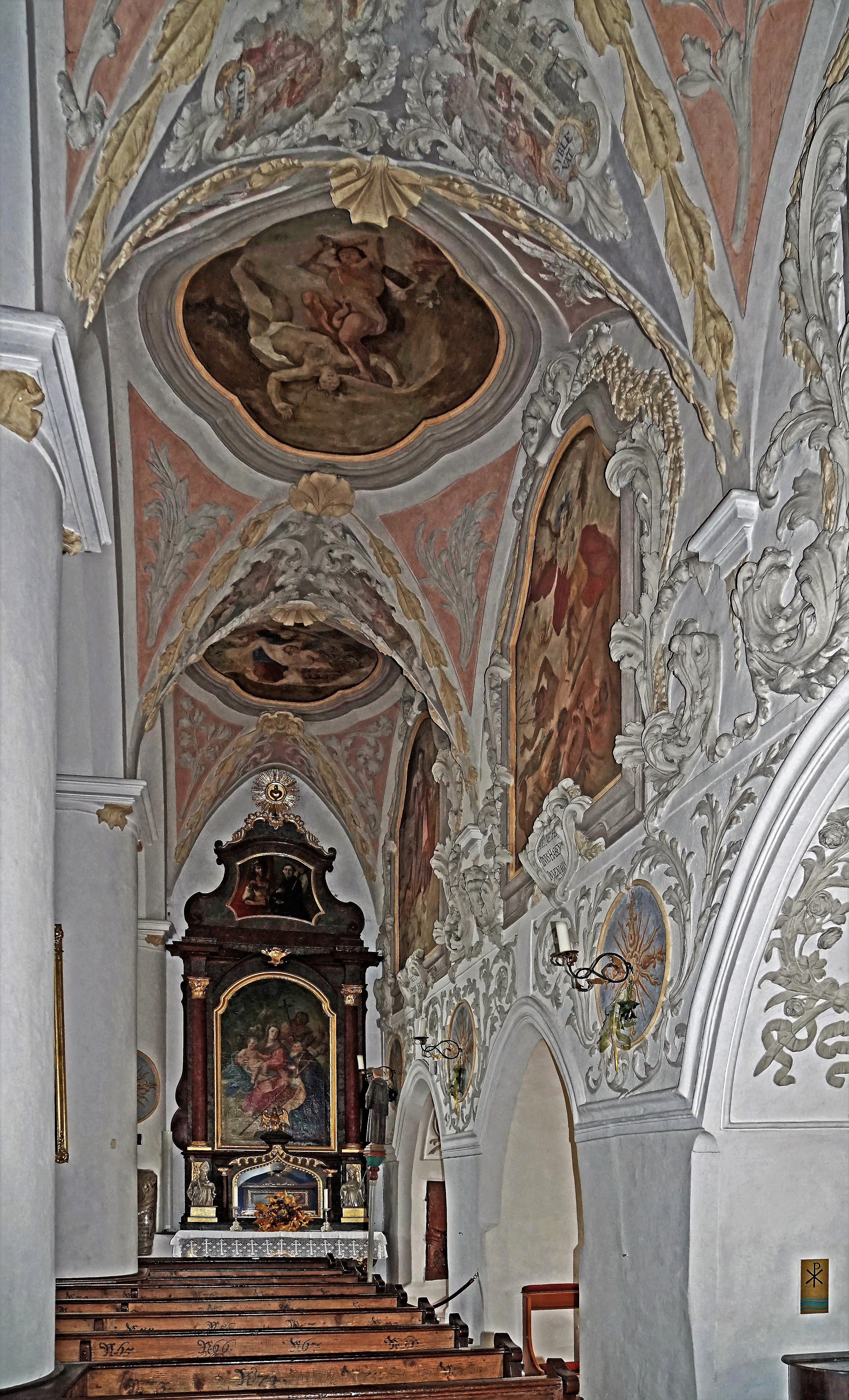
Südliches Seitenschiff
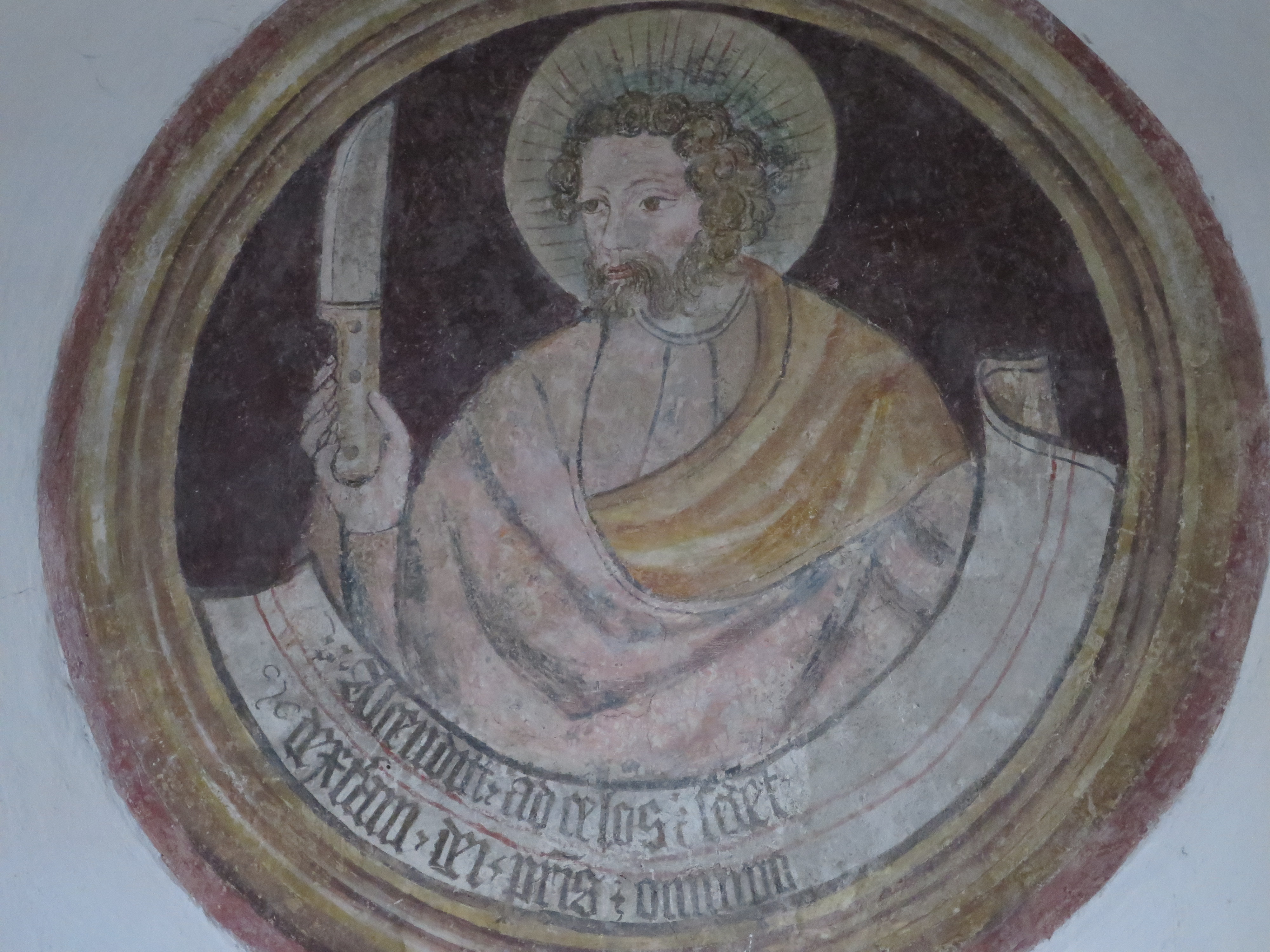
Wandmalerei
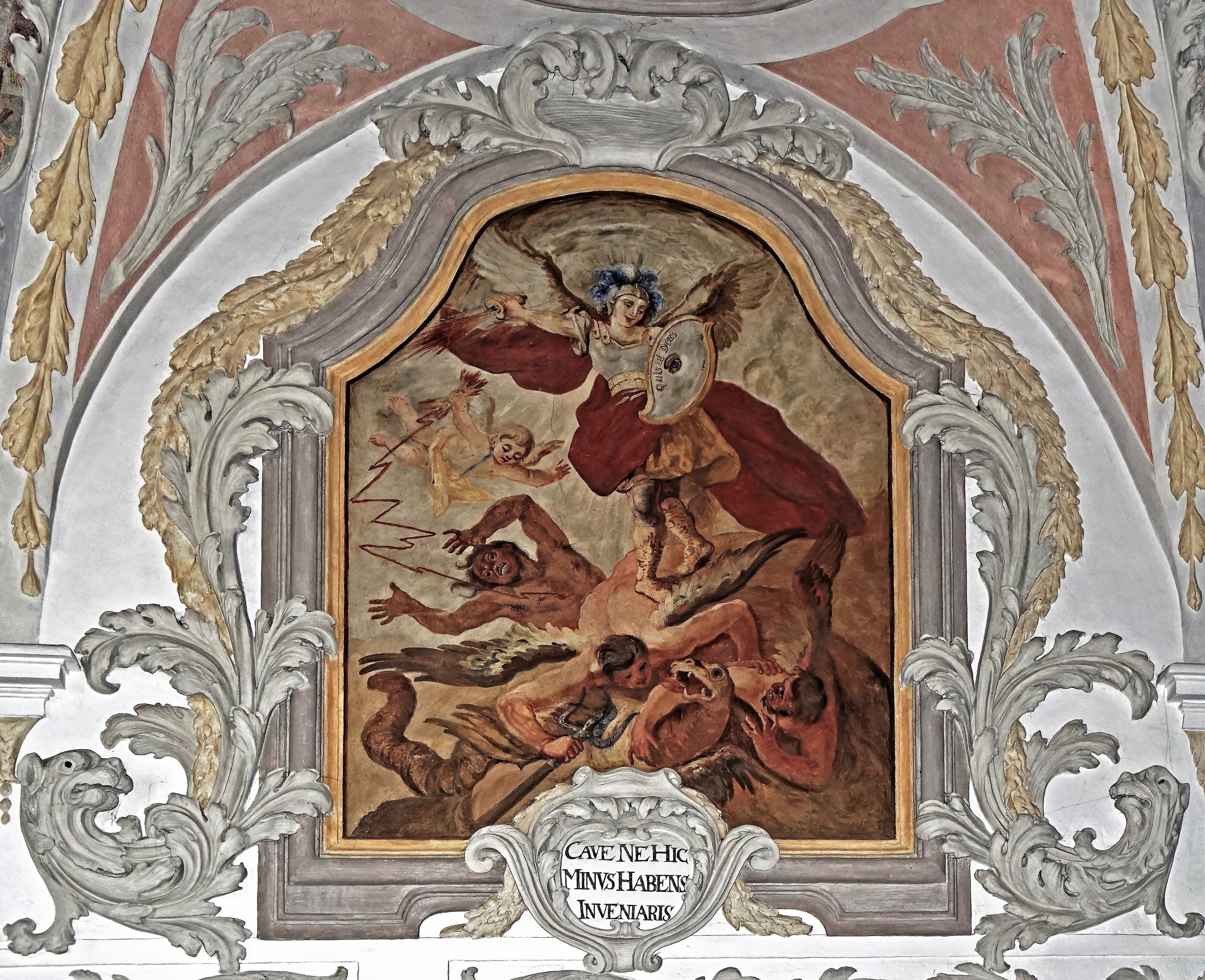
Der Höllensturz, Wandgemälde mit Stuckdekoration im südlichen Seitenschiff

## Einrichtung

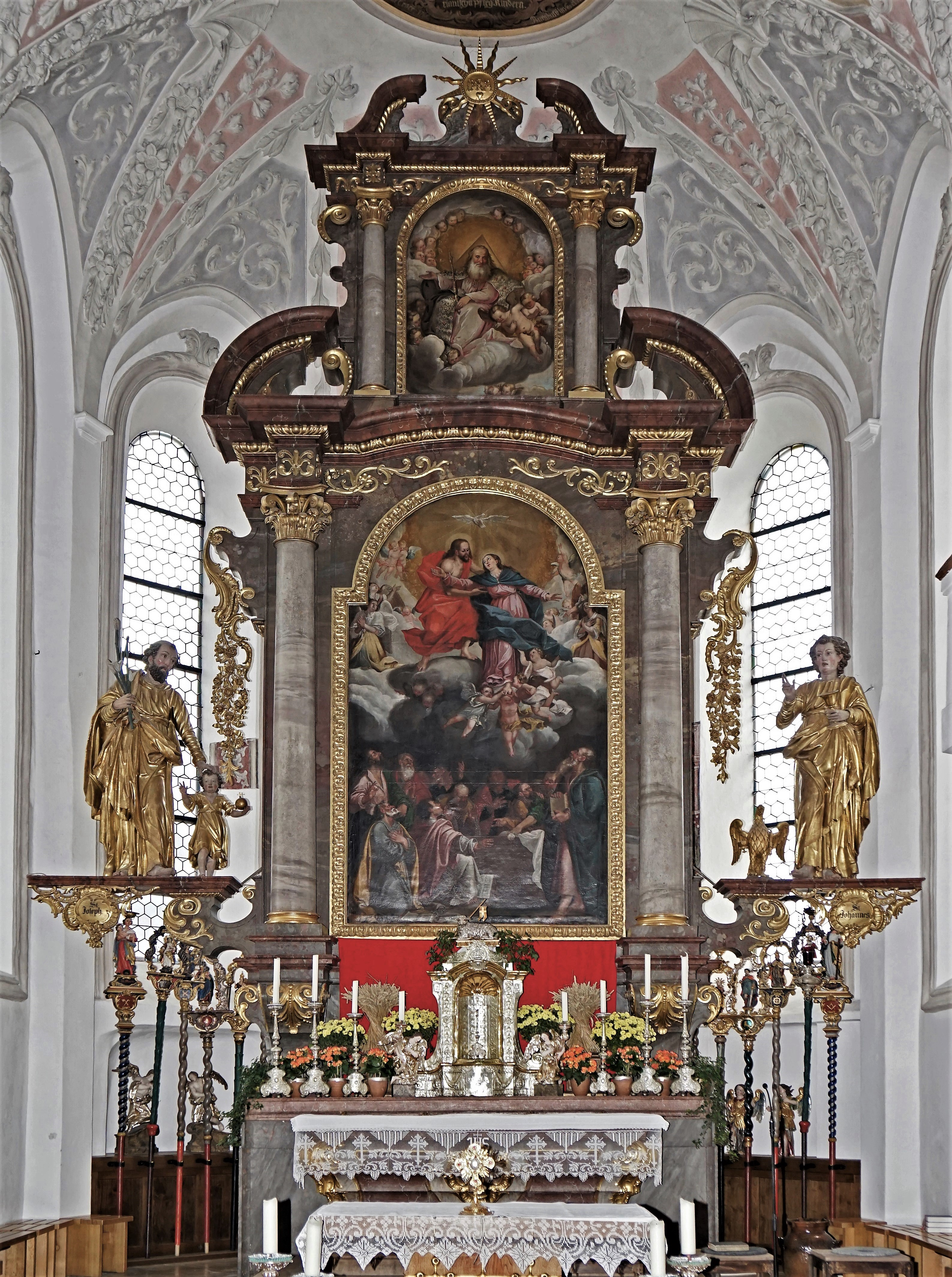
Der Hochaltar

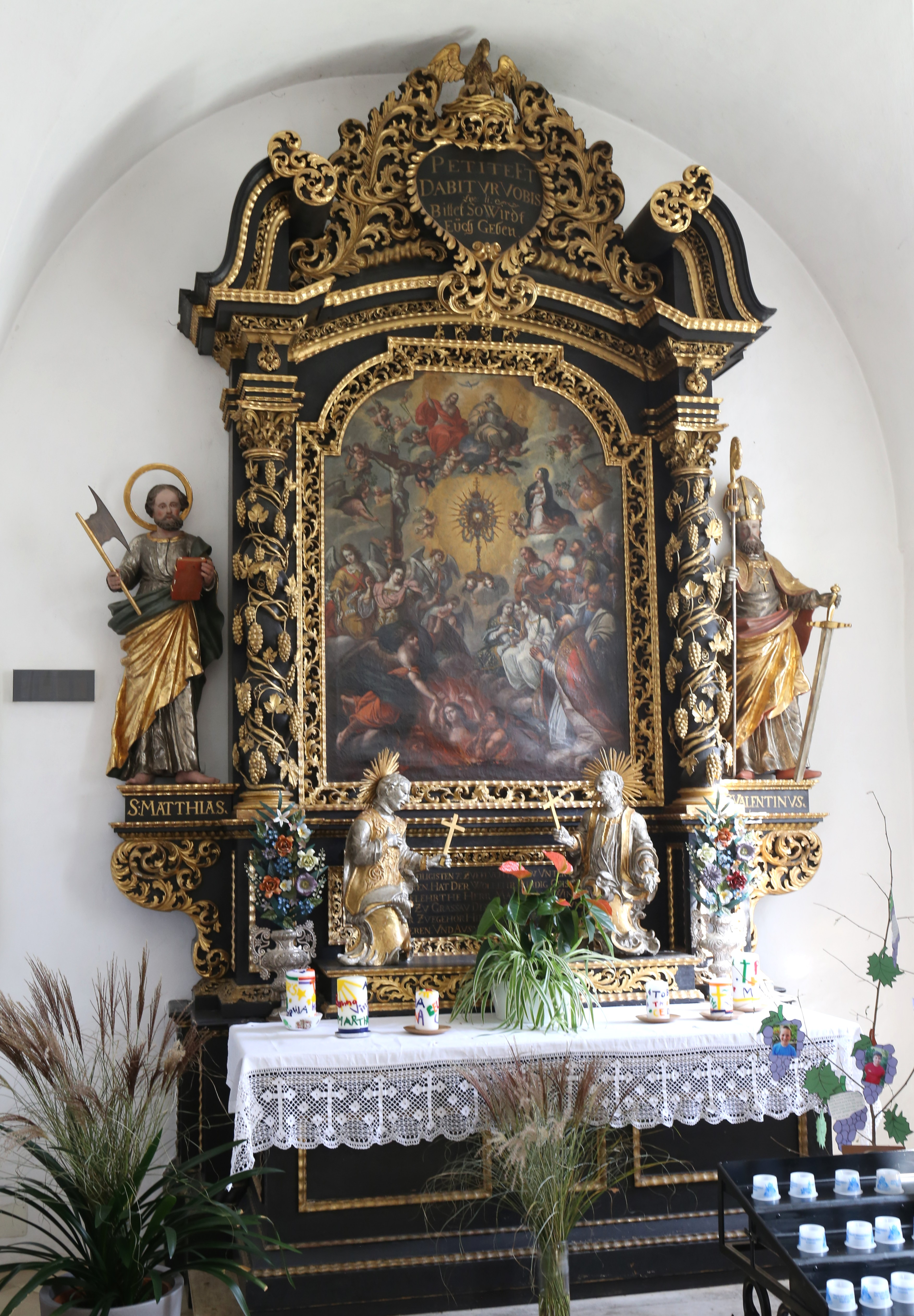
Sieben-Zufluchten-Altar

Die drei Altäre aus den Jahren 1639 bis 1642 wurden vermutlich in Wasserburg gefertigt und 1766 überarbeitet. Das Hochaltarblatt zeigt Mariä Himmelfahrt in einer Kopie nach Peter Candid aus dem Jahr 1620, darüber eine Darstellung Gottvater, ausgeführt vom Münchner Hofmaler Caspar Amort dem Älteren; die seitlichen Schnitzfiguren stellen den heiligen Joseph mit dem Jesuskind und Johannes Evangelista, ausgeführt vom Hofbildhauer Matthias Schütz dar.
Die Gemälde der Seitenaltäre hat della Croce 1766 ausgeführt, links eine Anna selbdritt, rechts eine Sacra Conversazione mit den Heiligen Augustinus und Johannes dem Täufer. Von della Croce stammt auch das Vesperbild aus dem Jahr 1767 am Langhauspfeiler.
Im Chorschluss ist eine spätgotische Sakramentsnische aus Rotmarmor angeordnet. Neben dem Chorbogen stehen große Assistenzfiguren einer Kreuzigungsgruppe, die um 1706 von Johann Schwaiger aus Reichenhall ausgeführt wurden.
An der Westwand steht der ehemalige Bruderschaftsaltar aus der Zeit um 1767 mit einem Ecce-homo-Gemälde von della Croce.
Am Korb der Kanzel sind Figuren der Evangelisten zu sehen, auf dem Schalldeckel musizierende Putten. Die Orgel ist ein Werk von Josef Garhammer aus dem Jahr 1987 mit 20 Registern auf zwei Manualen und Pedal.
An der Nordwand ist das seltene Motiv eines Pfarrers (Matthias Winkler) auf dem Totenbett aus der Zeit nach 1715 zu finden. Beim Emporenaufgang ist ein Gemälde mit einer Darstellung vom Tod des heiligen Joseph aus dem Jahr 1696 zu finden.

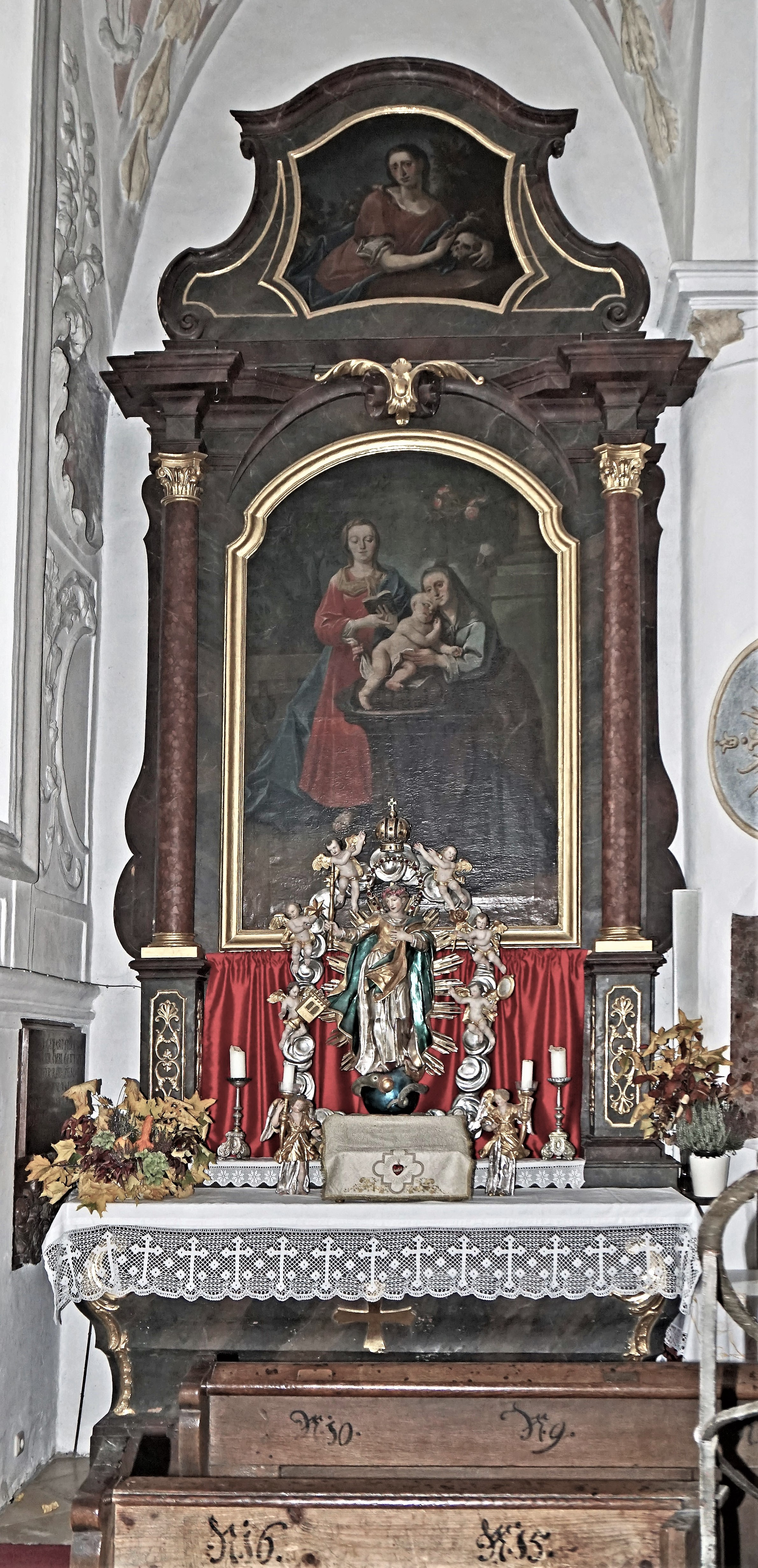
Linker Seitenaltar, Annenaltar
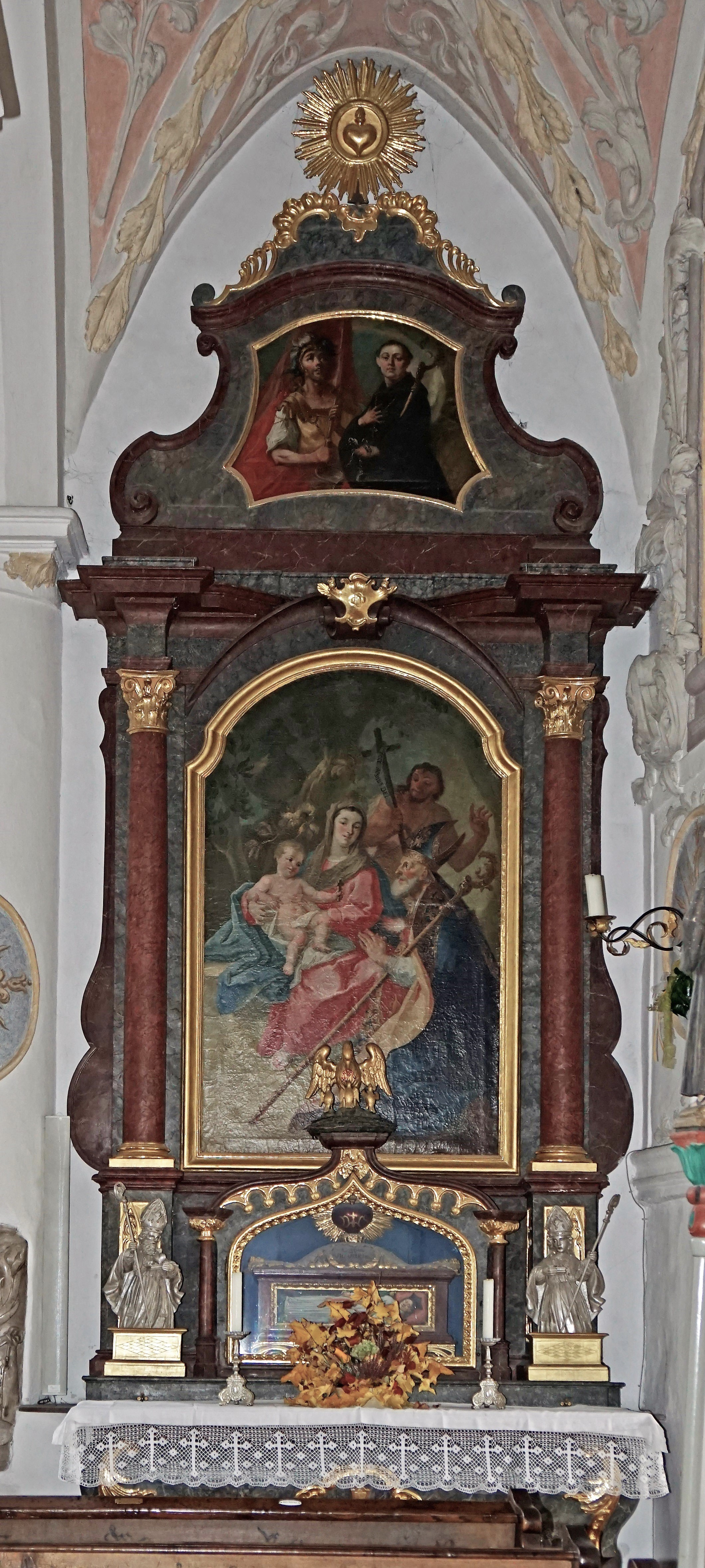
Rechter Seitenaltar
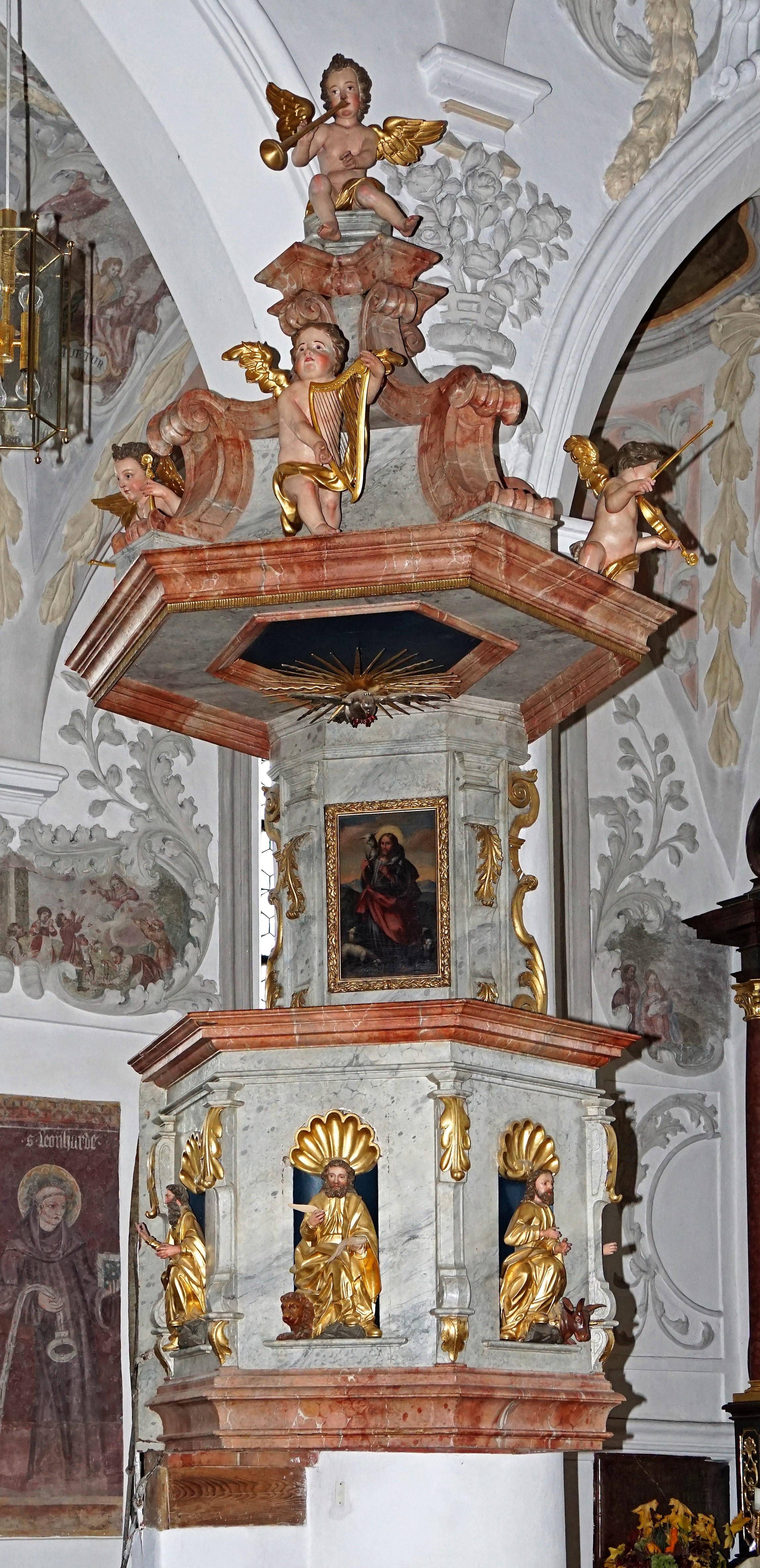
Die Kanzel

## Sieben-Zufluchten-Kapelle
An der Südseite der Kirche sind zwei Kapellen zu einem seitenschiffähnlichen Raum zusammengezogen: die östliche Kapelle mit dem Patrozinium der heiligen Katharina aus der Zeit vor 1476 und die westliche Kapelle aus der Zeit nach 1500. In den Jahren 1693–1697 erfolgten ein Umbau und eine Einwölbung durch Michael Steinmüller. Die Ausmalung von 1696 wurde teilweise freigelegt und zeigt im Westen die Marienkrönung von Joseph Eder sowie Adam und Eva von Carnutsch.
An der Ostwand steht ein prunkvoller, barocker Säulenaltar mit Laubwerkschnitzerei des Frauenchiemseer Klosterschreiners Matthias Piechlinger aus den Jahren 1694–1696. Die Seitenfiguren hat Georg Pämer aus Traunstein ausgeführt. Das Altarblatt mit einer Darstellung der Sieben Zufluchten wurde von Carnutsch geschaffen.
An der Kapellenwestwand steht der Bruderschaftsaltar. In der schlichten, viersäulige Ädikula aus Untersberger Marmor steht ein Rokokoschrein mit der Grassauer Bruderschafts- oder Skapuliermadonna. Diese in Brokat gekleidete Marienfigur mit Jesuskind wird bei Prozessionen mitgetragen.

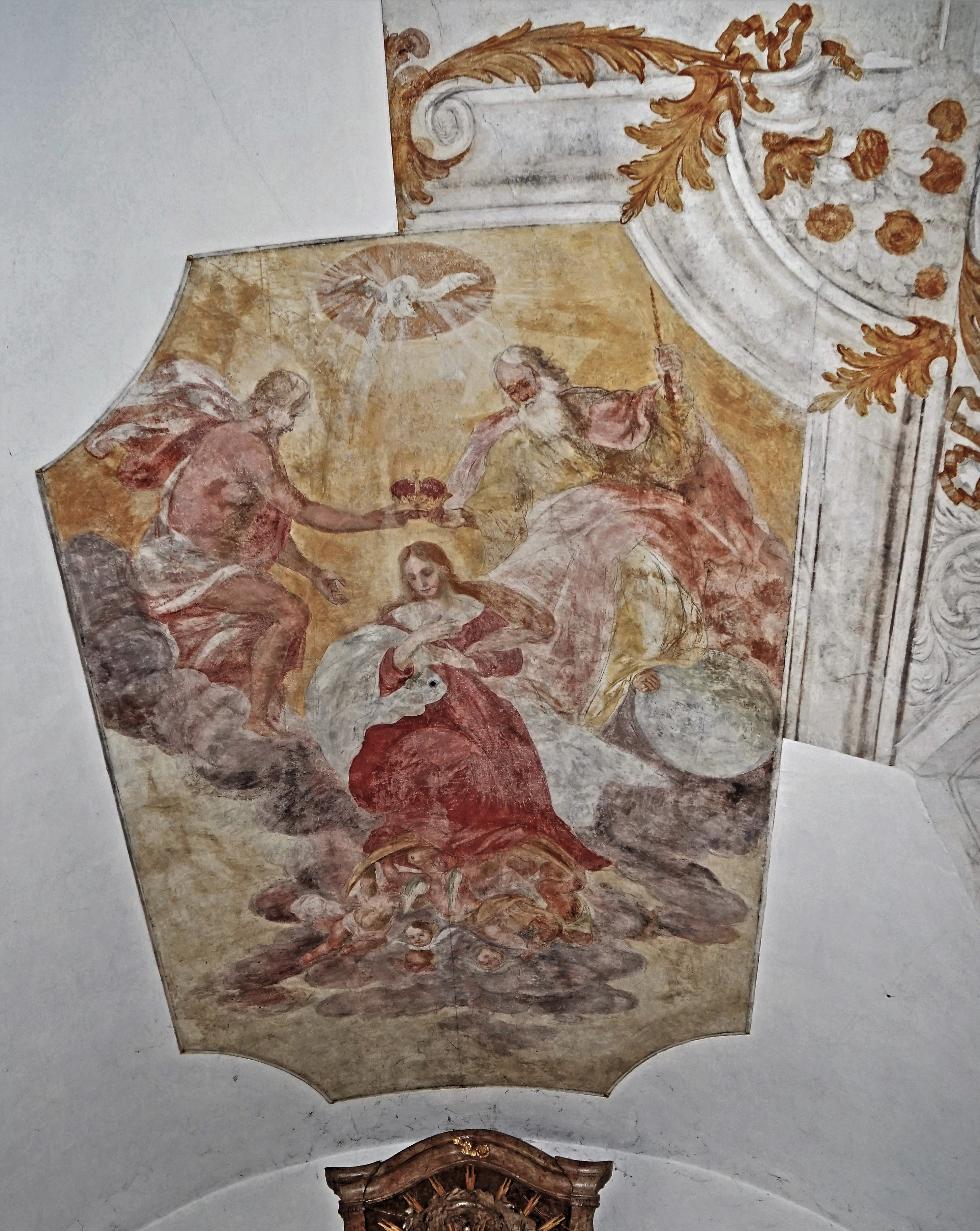
Deckengemälde: Marienkrönung

## Kriegergedächtniskapelle und Grabsteine
Nördlich des Turms ist die kurz vor 1700 barockisierte und durch Carnutsch mit Bildern vom Wirken des Todes ausgemalte Kapelle angeordnet. Der Altar stammt aus der Zeit um 1700.
Mehrere Grabsteine aus dem 16. bis 18. Jahrhundert am Chor und am Langhaus sind zu erwähnen: das Epitaph für den Eichstätter Domherren Johann von Hiernham, ein Rotmarmorstein mit stark plastischem Wappen in Renaissanceädikula, der 1557 von einem Meister G. V. ausgeführt wurde; weiterhin das Epitaph der Familie Rotmair von 1555 mit dem Relief eines betenden Geistlichen.